# Julio Cabrera
Julio Cabrera é um filósofo argentino que atualmente vive no Brasil, professor aposentado do Departamento de Filosofia da Universidade de Brasília e ex-chefe deste departamento. Já ensinou anteriormente na Argentina, na Universidade Nacional de Córdoba, na Universidade de Belgrano e no Brasil, na Universidade Federal de Santa Maria. Ele é mais conhecido por seus trabalhos sobre ética negativa e cinema e filosofia, e outras áreas da filosofia que ele lida são filosofia da linguagem e da lógica e filosofia latino-americana.
Seu mais recente livro publicado no Brasil, intitulado "Mal-estar e moralidade: situação humana, ética e procriação responsável" (UNB, 2018), foi eleito finalista do Prêmio ABEU (Associação Brasileira de Editoras Universitárias), obtendo o 2° lugar.

## Ética negativa
Em seu livro Crítica de la moral afirmativa: una reflexión sobre nacimiento, muerte y valor de la vida, Julio Cabrera apresenta uma teoria sobre o valor da vida humana, que é, para Cabrera, "estruturalmente negativa" na medida em que existem componentes negativos da vida que são inevitáveis, constitutivos e adversos: como proeminente entre eles, Cabrera cita a perda, a escassez, a dor, os conflitos, a fragilidade, a doença, o envelhecimento, o desânimo e a morte. De acordo com Cabrera, estas formam a estrutura básica da vida humana, que ele analisa através do que ele chama de fenomenologia naturalizada, fazendo livre uso de pensadores como Martin Heidegger, Arthur Schopenhauer, Jean-Paul Sartre e Friedrich Nietzsche. Cabrera chamou sua obra de uma tentativa de colocar Heidegger e Schopenhauer em contato, introduzindo um julgamento determinante do valor do ser dentro da analítica existencial do Dasein, e colocando a moral por cima da vida, contra Nietzsche. 
Cabrera desenvolve uma teoria ética, a ética negativa, que é informada por esta análise fenomenológica. Ele argumenta que houve um preconceito injustificado na ética contra o não ser, uma visão que ele chama de "afirmativismo". Como as visões afirmativas tomam o ser como sendo bom, elas sempre veem as coisas que ameaçam essa hegemonia como más; em particular, coisas como abstenção de procriação ou suicídio. Cabrera critica a ética afirmativa por perguntar como se deve viver sem fazer a pergunta radical sobre se simplesmente se deve ou não viver. Ele argumenta que, por causa da negatividade estrutural do ser, há uma desqualificação ética fundamental dos seres humanos devido à impossibilidade de não prejudicar e não manipular os outros. Não prejudicar e não manipular os outros é chamado por Cabrera de «articulação ética fundamental» (AEF). A AEF é violada por nossa "inabilitação moral" estrutural, produto dos mal-estares mundanos, especialmente dor e desânimo — impostos a nós que nos impedem de agir eticamente. Cabrera argumenta que uma moralidade afirmativa é uma autocontradição, pois aceita a AEF e concebe uma existência humana que permite a possibilidade de não prejudicar ou não manipular outras pessoas. Assim, ele acredita que as sociedades afirmativas, através de manobras políticas, exigem a suspensão da AEF para simplesmente funcionar.
Como resposta à estrutura negativa do ser, Cabrera desenvolve uma ética negativa que é agudamente consciente da natureza moralmente desqualificante do ser. Cabrera acredita que crianças são usualmente vistas como objetos estéticos que não são criadas por seu próprio bem, mas por bem de seus pais, e que são jogadas a uma existência estruturalmente negativa pelo ato procriador. A procriação é, Cabrera argumenta, um ato supremo de manipulação e um prejuízo de outra pessoa. Ele acredita que a aplicação consistente dos conceitos éticos normais — tais como dever, virtude ou respeito — na maioria das moralidades afirmativas, implica o antinatalismo. Cabrera também argumenta que um ser humano que adota a ética negativa não só se abstém de procriar, mas também tem uma completa disponibilidade para a possibilidade de uma morte ética, pela suspensão imediata de todos os projetos pessoais em benefício de uma luta política ou para um suicídio altruísta quando este se torna o curso menos imoral de ação.
A Crítica de Cabrera é uma das suas defesa mais sistemática da ética negativa, mas ele também explorou as mesmas ideias em outros trabalhos, como em Projeto de Ética Negativa, Ética Negativa: problemas e discussões, Porque te amo, não nascerás! Nascituri te salutant e Mal-estar e moralidade: situação humana, ética e procriação responsável.

## Cinema e filosofia
Em seu primeiro livro sobre o pensamento cinefilosófico, O Cinema Pensa: Uma Introdução À Filosofia Através dos Filmes, Julio Cabrera propõe a noção de "logopatia" (do grego: "logos", "razão", e "páthos", "sentimentos"), isto é, a de "conceitos cognitivo-afetivos", tratando-os como capazes de problematizar a visão tradicional da filosofia sobre os conceitos, a que chama de apática e diz estar atrelada a conceitos puramente intelectuais. Cabrera sustenta que a filosofia logopática é da ordem do sentido, e não da verdade, e que ela agrega elementos afetivos de juízo a essa visão intelectualista tradicional dos conceitos.
Cabrera considera o cinema um dos meios mais profícuos para a geração de conceitos de tipo logopático, denominados por ele especificamente como "conceitos-imagem", em contraposição aos conceitos de tipo apático, os "conceitos-ideia". Ele acredita que o cinema, com seus poderosos meios de expressão, proporcionaria uma "superpotenciação" das possibilidades conceituais e, portanto, da instauração da experiência indispensável do filme no desenvolvimento dos conceitos-imagem, com o consequente aumento do seu impacto afetivo.
Por outro lado, Cabrera acredita que, ao longo da história da filosofia europeia, em vários momentos, a filosofia escrita — como oposta à filosofia visual — tem sido também logopática, tem pensado com a mediação do afeto, porém sem assumir isso abertamente, enquanto o cinema tem sido visto como um fenômeno apenas afetivo, impactante, sem potencial cognitivo relevante. As noções de logopatia e de conceito-imagem buscam, então, eliminar essa dicotomia, apontando para a afetividade do intelecto e a cognitividade do afeto.
Cabrera deu continuidade à exposição de de sua cinefilosofia em livros como De Hitchcock a Greenaway pela história da filosofia: novas reflexões sobre cinema e filosofia (uma espécie de segundo volume de Cine, 100 anos de filosofia) e Diálogo/cinema, onde, em debate por meio de cartas com Marcia Tiburi, discorre sobre o tema pela perspectiva de que, muito antes de o cinema pensar, a filosofia já filmava, apresentando ideias através de imagens; e também nos artigos Para una des-comprensión filosófica Del cine: el caso Inland Empire de David Lynch, Três ensaios sobre a repetição: Kierkegaard, Jarmusch, Hitchcock, Van Sant e três damas que desembarcam antes de chegar (Uma reflexão transversal sobre escrita e imagem), Existencia naufragada. Los 4 viajes del Titanic, Repetición y cine vacío e Cine, filosofía y filosofía analítica.

## Filosofia da linguagem e da lógica
Para Cabrera, filosofias da linguagem são filosofias para as quais a linguagem não interessa na medida em que meramente veicule algo, mas na medida em que constitui – e implementa – conceitos e estruturas de compreensão do mundo. A partir dessa visão alargada do termo, ele identifica quatro espécies de filosofias da linguagem, quais sejam: analítica, hermenêutica, fenomenológica e metacrítica. Olhando através do prisma da negatividade, Cabrera mostra como os quatro tipos acima de filosofias da linguagem falham em um ponto comum: a sua incapacidade para lutar contra as falhas da significação. Para os analíticos, o ponto se apresenta no "sem-sentido" das expressões que é tratado como um limite para além do qual não se deveria ir. No entanto, segundo Cabrera, esse objetivismo analítico, contudo, exclui dimensões fundamentais do problema da significação, como o tempo ou a experiência vivida. A fenomenologia amplia o horizonte semântico analítico com a dimensão da intencionalidade (da qual a intensionalidade analítica é apenas um correlato inautêntico, pois ainda fundamentalmente objetivo) sem que o problema do sem-sentido seja domado. Falta a fenomenologia, contudo, a temporalidade e historicidade que a hermenêutica agrega à abordagem do problema da significação, cuja falha nela é chamada de "mal-entendido". O hermenêutico, no entanto, desaba nas básicas "distorções das significações", algo mais forte do que "sem-sentidos" e "mal-entendidos", matéria das filosofias metacríticas, representadas pelas filosofias da linguagem de Sigmund Freud e Karl Marx.
Cabrera critica fortemente a abordagem analítica da linguagem pela sua mera negação de tudo o que não é objetivo. Mas também as demais filosofias da linguagem por suas faltas, da fenomenologia, da hermenêutica e até da metacrítica que podem abrigar terapias tão salvadoras quanto ilusórias: a cura psicanalítica ou a utopia comunista. Sua filosofia da linguagem é, como também em outros campos, uma filosofia de confrontações entre filosofias e que só pode ser feita sob o signo da resignação na finitude e da negatividade. Cabrera defende que nenhuma das espécies de filosofias da linguagem que estiveram lado a lado no último século e meio, pode sozinha dar conta da complexidade do humano. É nesse sentido que, para Cabrera, toda compreensão é, em última análise, uma ilusão auto-sustentada.
A lógica, de acordo com Cabrera, está frequentemente vinculada a três princípios fundamentais: (1) O objeto de que tratam suas proposições é indeterminado e geral, (2) A lógica se aplica aos raciocínios ordinários, ainda que com algum esforço, e (3) A lógica é formal e não lexical, isto é, baseada nas conexões estruturais e não nas conexões semânticas da linguagem. Cabrera construiu o seu pensamento criticando cada uma dessas três premissas básicas da tradição lógica.
Sua intuição neste campo de investigação é a mesma que se vê em outros temas, a saber: o cruzamento de tradições enriquece o pensamento e é essencial para dar conta da condição humana. Assim, o formalismo lógico é importante para pensar a existência, tal como os temas da existência são essenciais para entender o pensamento humano e a lógica. Deve-se a esta concepção de filosofia os cruzamentos pouco ortodoxos que Cabrera fez no estudo da lógica, conectando Saul Kripke com Martin Heidegger, Immanuel Kant com John Austin, e Ludwig Wittgenstein com Jean-Paul Sartre.
Seu trabalho tem, portanto, a expectativa de aliar o formal ao conteúdo existencial. A crítica à pretensa generalidade vazia da lógica vai nessa direção assim como a proposta de uma lógica das conexões predicativas, numa tentativa de emprestar a análise lexical uma dimensão formal, mas carregada de conteúdo. O trabalho sobre redes de conceitos foi desenvolvido em parceria com o físico Olavo Leopoldino da Silva Filho, da Universidade de Brasília.
Seu trabalho em lógica avança também para uma revisão da história da lógica. Um esboço de sua versão da história da lógica seria o seguinte: (1) A concepção platônica da lógica. (2) Aristóteles, na Silogística e além dela. (3) A lógica das conexões de significados na Idade Média. (4) As críticas modernas a lógica formal: Francis Bacon, Rene Descartes e John Locke. O método científico e a lógica. Análise e Heurística. A Lógica de Port-Royal. (5) O caso Gottfried Wilhelm Leibniz: o que a história oficial tomou e o que deixou sem analisar. (6) Lógica formal, lógica transcendental: Immanuel Kant. (7) A lógica em movimento de Georg Wilhelm Friedrich Hegel: crítica hegeliana da negação. (8) A lógica da indução de John Stuart Mill. (9) Três concepções da lógica na passagem do século XIX ao XX: Gottlob Frege, John Dewey e Edmund Husserl: lógica em análise, pragmatismo e fenomenologia. (10) O caso Charles Sanders Peirce: o que a história oficial tomou e o que deixou sem analisar.
Cabrera desenvolve também uma abordagem negativa da argumentação no campo da lógica informal, que corre paralela a sua ética negativa. Para ele, uma abordagem afirmativa da argumentação seria aquela em que as discussões filosóficas são consideradas como tendo uma solução ou pelo menos um tratamento adequado entre muitas outras que são inadequadas e erradas. Segundo Cabrera, a abordagem afirmativa sustenta que a pluralidade de filosofias é um erro que deve ser "resolvido" de alguma forma. Em contraste, a abordagem negativa vê a pluralidade das filosofias não como um erro, mas como uma parte natural do desenvolvimento do pensamento. A abordagem negativa da argumentação é uma tentativa de tratar a própria posição e perspectiva não como uma verdade única, mas como uma de muitas dentro de uma extensa e complexa rede holística de abordagens e perspectivas que falam e criticam-se mutuamente sem se descartarem, embora cada uma dessas posições possa ser mantida ferozmente com base em suas perspectivas e suposições, apoiadas em bases defensáveis.

## Filosofia latino-americana
Cabrera argumenta que há injustiças epistêmicas associadas à prática da filosofia em contextos colonizados como o da América Latina. Em uma palestra na Universidade do Vale do Rio dos Sinos, Cabrera começou a enunciar o problema da colonização em filosofia em uma maneira sucinta e direta: 
| “ | O problema é que eles vêm aqui e falam dos problemas filosóficos deles na língua deles, e nós vamos lá e falamos dos problemas filosóficos deles na língua deles. | ” |

Uma ideia central que ele passou a defender é que o estatuto corrente da filosofia em muitos países latino-americanos é um produto do modo como a filosofia é ensinada, investigada e escrita pelas instituições locais que são subalternas a cena internacional. A filosofia profissional nesses países se desenvolveu em torno do comentário a filósofos europeus (e, em menor quantidade, norte-americanos) e esta ênfase se desenvolveu como um corolário da ideia de que a filosofia não se faz senão com referencia aos filósofos europeus, e nenhum latino-americano é estimulado a desafiar esta hegemonia. Ao lado desta inibição da filosofia latino-americana aparece a ideia de que o que é europeu é universal enquanto o que é latino-americano é meramente local ou nacional. Ele diagnostica uma coleção de teses, que chama de "acervo T", sobre a hegemonia da filosofia eurocêntrica; este acervo de teses é entendido por Cabrera como tacitamente adotado pela maioria dos filósofos da América Latina. Em oposição a esta ordem colonial, Cabrera propõe e recomenda diversas práticas concernentes ao ensino e a prática da filosofia, entre elas: (1) Uma maior atenção a fontes latino-americanas de modo que a história da filosofia no continente não siga sendo ignorada por filósofos locais e que o trabalho destes filósofos seja tão discutido como o das fontes europeias. (2) Um estímulo à filosofia que não seja meramente da América Latina nem sobre a América Latina, mas desde a América Latina em que o ponto de partida local é tornado explícito. (3) A prática da apropriação na qual os filósofos de outros contextos são colocados nas discussões que interessam a América Latina. Esta prática pode ser encontrada em trabalhos filosóficos importantes na América Latina tais como o de Enrique Dussel com o qual Cabrera manteve debates publicados.
Cabrera tem defendido o cruzamento de fronteiras entre tradições e mostrou em muitas ocasiões o potencial de fertilização que provém da justaposição, fricção e debate entre filosofias oriundas de tradições analíticas e continentais. Com o tempo, ele estendeu esta abordagem metafilosófica na direção de torná-la um elemento da luta contra o que ele começou claramente a ver como o estado colonizado da filosofia na América Latina.
No livro Diário de um filósofo no Brasil, Cabrera documenta os problemas de uma filosofia inventiva e autoconfiante no Brasil; o livro descreve o ambiente de supressão da intuição filosófica em seus muitos mecanismos atendendo ao que há de específico no contexto colonizado brasileiro. Assim, o livro procura explicar o que significa filosofar desde algum lugar e intenta apresentar alternativas ao comentário filosófico que podem florescer mesmo em um ambiente hostil.
É importante, para Cabrera, entender qual é o lugar do qual a filosofia é feita na América Latina: ela é feita desde países invadidos, saqueados, dominados que foram postos em subserviência intelectual. Isto já faz com que a filosofia ali produzida seja diferente de toda filosofia europeia – e é importante para ele frisar que nenhuma filosofia nasce universal. Cabrera nota que a filosofia no Brasil, especialmente, é feita em departamentos na academia que são particularmente cegos às fontes do pensamento latino-americano, tanto dos clássicos (Bartolomé de Las Casas, Antônio Vieira, Flora Tristan, Juan Bautista Alberdi, José Martí e José Enrique Rodó) quanto dos contemporâneos (José Carlos Mariátegui, Edmundo O'Gorman, Leopoldo Zea, Miguel León Portilla, Roberto Fernández Retamar e Santiago Castro-Gómez), que são conhecidos apenas por comunidades de especialistas isolados. Cabrera propôs um curso de história do pensamento que começa com o pensamento ameríndio pré-colombiano e que não passa por europeus (nem gregos) até o século XIX, e que continua com a ideia de ler filósofos europeus do século XIX que desafiaram as tradições intelectualistas e cristãs – como Arthur Schopenhauer, Søren Kierkegaard e Friedrich Nietzsche (e seus precursores Michel de Montaigne, Denis Diderot e Jean-Jacques Rousseau) – como virtualmente influenciados por maneiras de viver e pensar ameríndias.
A partir de tudo isso, Cabrera coloca uma questão para a juventude acadêmica no âmbito da filosofia, em seu artigo publicado na Revista de Filosofia Sísifo:
| “ | Jovens filósofos estão, pois, diante de uma decisão crucial: ou existem seguindo as regras do Sistema ou fazem filosofia em primeira pessoa sobre assuntos que não fazem parte das agendas oficiais e em estilos alternativos, mas, com isso, se tornam inexistentes para o Sistema. Retomando as quatro questões que foram focadas neste artigo, as perguntas que esses jovens deveriam se fazer são as seguintes: (1) Aceitarei que “filosofia” é igual a “filosofia europeia e norte-americana”? (2) Aceitarei que não havia filosofia no Brasil antes de 1930? (3) Aceitarei que devemos produzir obras somente dentro de um “sistema de obras” ou darei valor a obras isoladas? (4) Aceitarei a imposição colonial na minha formação filosófica ou me esforçarei por tentar alguma forma de descolonizar meu pensamento? Os jovens devem pensar que temos apenas uma vida para viver e que não podemos desperdiçá-la. Temos que tentar viver as nossas vidas e não as vidas que outros nos impõem. Isto já o adolescente sente quando prefere sair da casa confortável de seus pais e morar num lugar sem conforto algum, mas onde ele poderá tomar suas próprias decisões. É a mesma ideia de Gandhi aos britânicos que declaravam que os indianos estavam bem com eles e Gandhi respondeu: “Mas nós queremos estar pior sem vocês”. Pois a liberdade não tem preço e tampouco a liberdade intelectual. O que o projeto institucional pode dar a seus adeptos é um modesto emprego de reprodutor e divulgador de autores e temáticas da agenda europeia, em obras que, possivelmente, nem serão lidas nem pelos seus destinatários. Uma situação assimétrica e rotineira – e um tanto humilhante - na qual você talvez deverá abrir mão das temáticas e estilos que mais lhe interessam. Pense nisso e decida. | ” |

## Publicações

### Livros
- Problemas de Estética e Linguagem. Uma abordagem analítica, Santa Maria: UFSM, 1985
- Textos de Filosofia Subjetiva, Porto Alegre: Movimento, 1985 (co-autor com R. Reis)
- A Lógica Condenada, São Paulo: Universidade São Paulo, 1987
- Nuevos viajes de Gulliver (Cuentos), Córdoba: Alción, 1989
- Projeto de ética negativa, São Paulo: Mandacaru, 1989 (segunda edição: A Ética e Suas Negações, Não nascer, suicídio e pequenos assassinatos, Rio De Janeiro: Rocco, 2011)
- El lógico y la bestia. Diversión para filósofos, Córdoba: Alción, 1995
- Critica de La Moral Afirmativa: Una Reflexión Sobre Nacimiento, Muerte y Valor de La Vida, Barcelona: Gedisa, 1996 (segunda edição em 2014); A critique of affirmative morality (A reflection on death, birth and the value of life), Julio Cabrera Editions, Brasília 2014 (edição inglesa)
- Cine, 100 anos de filosofia: Una Introducción a la Filosofia A Traves del Análisis de Películas, Barcelona: Gedisa, 1999 (segunda edição em 2015); Da Aristotele a Spielberg. Capire la filosofia attraverso i film, Milano: Mondadori, 2000 (edição italiana); O Cinema Pensa: Uma Introdução À Filosofia Através dos Filmes, Rio de Janeiro: Rocco, 2006 (edição portuguesa)
- Margens das filosofias da linguagem: conflitos e aproximações entre analíticas, hermenêuticas, fenomenologias e metacríticas da linguagem, Brasília: UnB, 2003 (reimpresso em 2009)
- De Hitchcock a Greenaway pela história da filosofia: novas reflexoes sobre cinema e filosofia, São Paulo: Nankin, 2007
- Inferências Lexicais e Interpretação de Redes de Predicados, Brasília: UnB, 2007 (co-autor com O.L. Da Silva Filho)
- Ética Negativa: problemas e discussões, Goiânia: UFG, 2008 (organizador)
- Porque te amo, não nascerás! Nascituri te salutant, Brasilia: LGE, 2009 (co-autor com T. Lenharo di Santis)
- Análisis y existencia: pensamiento en travesía, Córdoba: Ediciones del Copista, 2010
- Diário de Um Filósofo no Brasil, Unijuí: Unijuí, 2010 (segunda edição em 2013)
- Diálogo/cinema, São Paulo: Senac, 2013 (co-autor com M. Tiburi)
- Mal-estar e moralidade: situação humana, ética e procriação responsável, Brasília: UnB, 2018; Discomfort and Moral Impediment: The Human Situation, Radical Bioethics and Procreation,  Newcastle upon Tyne: Cambridge Scholars Publishing, 2019 (edição inglesa)
- Introduction to a Negative Approach to Argumentation: Towards a New Ethic for Philosophical Debate, Newcastle upon Tyne: Cambridge Scholars Publishing, 2019.

### Artigos selecionados

#### Ética
- Children’s philosophy and children’s sexuality: some remarks on Lipman and Freud, Thinking, The journal of philosophy for children. volume 13, número 3, Montclair State University, 1997
- A controvérsia de Hegel e Schopenhauer em torno das relações entre a vida e a verdade, Veritas, volume 42, número 1, Porto Alegre, 1997
- Para uma defesa nietzschiana da ética de Kant (a procura do super-homem moral) Uma reflexão semântica, Cadernos Nietzsche, número 6, São Paulo, 1999
- Dussel y el suicídio, Dianoia, volume XLIX, número 52, maio 2004
- Sentido da vida e valor da vida (Uma diferença crucial), Philósophos, volume 9, número 1, Goiânia, 2004
- La cuestión ético-metafísica: valor y disvalor de la vida humana em el registro de la diferencia ontológica, em: V. Garrafa, Estatuto epistemológico de la bioética, Unam, Redbioética, Unesco, 2005
- O imenso sentido do que não tem nenhum valor, Philósophos, volume 11, número 2, Goiânia, 2006
- O que é realmente ética negativa?, Poliedro. Faces da Filosofia. Publit, soluções editoriais, Rio de Janeiro, 2006
- Ética e condição humana: notas para uma fundamentação natural da moral, em: A. Naves, Ética: questões de fundamentação, Brasília: UnB, 2007
- Suicídio. Aspectos filosóficos, Suicídio. Abordajes empíricos, Muerte, mortalidad y suicidio, entradas de dicionário: Diccionario Latino-americano de Bioética, Unesco, Universidad Nacional de Colombia, Redbioética, 2008
- Quality of human life and non-existence (Some criticisms of David Benatar's formal and material positions), Redbioética, Unesco, 2, January-June 2011
- A ética negativa diante do culturalismo, Estudos Filosóficos, número 7, São João del Rei, julho-dezembro 2011
- Impossibilidades da moral: filosofia da existência, naturalismo e ética negativa, Filosofia Unisinos, 13, São Leopoldo, outubro 2012
- A possível incompatibilidade entre culturalismo e filosofias da existência, Estudos Filosóficos, Papemig, número 11, julho-dezembro 2013
- Heidegger para a Bioética, Latino-americana de Bioética, volume 14, número 2, Bogotá, 2014 (co-autor com M. Salamano)
- Sobre o raciocínio prático-moral, em: J. C. Brum, Manual de Ética. Editora Vozes, Educs, 2014
- «Para uma Crítica da Razão Suicida». Desterro: Revista de Tradução Literária e Biblioteca Digital. Nota do Tradutor (23): 14-28. 2021. ISSN 2177-5141

#### Cinema e filosofia
- Recordando sem ira, em: S. Back, A guerra dos pelados, São Paulo: Annablume, 2008
- Para una des-comprensión filosófica Del cine: el caso Inland Empire de David Lynch, Enl@ce, ano 6, número 2, Maracaibo: Universidad del Zulia, 2009.
- Eutanásia poética, em: R. Cunha, O cinema e seus outros, Brasília: LGE, 2009
- Três ensaios sobre a repetição: Kierkegaard, Jarmusch, Hitchcock, Van Sant e três damas que desembarcam antes de chegar (Uma reflexão transversal sobre escrita e imagem), em: R. Timm De Souza et alia, Literatura e Cinema. Encontros contemporâneos, Porto Alegre: Dublinense, 2013
- Existencia naufragada. Los 4 viajes del Titanic, Per la Filosofia,, Pisa-Roma: Fabrizio Serra, 2015
- Repetición y cine vacío, La Cueva de Chauvet, La Plata: Malisia, 2016
- Cine, filosofía y filosofía analítica, em: F. Santamaria Velasco et alia, Cine y Pensamiento. Estéticas contemporáneas, Medellín-Bogotá: Universidades Bolivariana, Uniclaretiana y Santo Tomás, 2017

#### Filosofia da linguagem e lógica
- Categoremas y validez lógica, Latinoamericana de Filosofía, vol.VIII, no.1, Buenos Aires, março 1982
- Cortando árboles y relaciones. Una Reflexión escéptica en torno de un tema de Searle, Crítica, número 46, volume XVII, 1984
- Lenguaje valorativo como lenguaje metafísico, Portuguesa de Filosofia, volume XLIII, part 1–2, Braga, 1987
- Contra la condenación universal de los argumentos ad hominem, Manuscrito, volume XV, número 1, Campinas, abril 1992
- Como fazer coisas-em-si com palavras (Uma leitura austineana de Kant), Philósophos, volume 1, número 1, Goiania, 1996
- O mundo como sentido e referencia: semântica e metafísica em Wittgenstein e Schopenhauer, em: A. Naves, O. Araujo Vale, Filosofia, Lingüística, Informática. Aspectos da Linguagem, Goiás: UFG, 1998
- Acerca da expressão Das Nichts nichtet. Uma leitura analítica, Philósophos, volume 3, número 2, Goiania, 1998
- Words, Worlds, Words, Pragmatics and Cognition, volume 9, number 2, Amsterdam: John Benjamins Publishing, 2001
- Nada e negação (Entre Wittgenstein e Sartre), Tempo da Ciência, volume 10, números 19-20, Toledo: Unioeste, 2003
- Es realmente la lógica tópicamente neutra y completamente general?, Ergo, Xalapa-Veracruz, número 12, março 2003
- Redes predicativas e inferências lexicais. Uma alternativa a lógica formal na análise de linguagens naturais, São Leopoldo: Filosofia-Unisinos, maio-agosto 2006
- Três graus de divergência lógica: Hegenberg, Da Costa, Sampaio, Ergo, número 20, Xalapa: Universidad Veracruzana, 2007
- Lógica y Dialéctica. Lecturas oblicuas, em: A. Naves, Cirne. Sistema e Objeções, São Leopoldo: Unisinos, 2009
- Introdução a uma abordagem negativa da argumentação, Signo, Santa Cruz do Sul, volume 42, número 73, jan/abril 2017

#### Filosofia latino-americana
- Por qué no agrado a los rebeldes (Acerca de la crítica de Gonzalo Armijos a mi texto sobre Kant y Austin), Philósophos, volume 6, números 1-2, 2001
- Excesso, ausência e decepção das significações: uma reflexão ético-semântica a partir de um fato traumático da história argentina, São Leopoldo: Unisinos, 19, janeiro-abril 2011
- Exclusão intelectual: a invisibilidade da ética brasileira no contexto mundial, em: D. Porto et alia, Bioéticas, poderes e injustiças: 10 anos depois, Brasília: Cátedra Unesco de Bioética, 2012
- Europeu não significa universal, brasileiro não significa nacional, Nabuco: Brasileira de Humanidades, 2014
- Tres críticas a la Erótica de la liberación de Enrique Dussel, em: P. Carbonari et alia, Filosofia e Libertação. Homenagem aos 80 anos de Enrique Dussel, Passo Fundo: Ifibe, 2015
- Comment peut-on etre un philosophe français au Brésil?, Cahiers critiques de philosophie, número 16, Harmann, Paris VIII, 2016
- Filosofar acadêmico e pensamento insurgente (Dis-pensando a filosofia a partir de Oswald de Andrade e Raul Seixas), Ideação, Bahia: Universidade Federal de Feira de Santana, número 35, janeiro-junho 2017
- Después del holocausto fundador. La singularidad y carácter incomprensible del holocausto como mecanismo ocultador del exterminio indígena, em: D. Pachon Soto et alia, Ética y Política en la filosofía de la liberación, Bogotá: Desde Abajo, 2017
- Esboço de una introducción al pensamiento desde 'América Latina',  em: A.V. Flores, W. Frank, Problemas do pensamento filosófico na América Latina, Goiânia: Phillos, 2018